# Distrikt Churcampa
Der Distrikt Churcampa liegt in der Provinz Churcampa in der Region Huancavelica im Südwesten von Zentral-Peru. Der  Distrikt entstand in den Gründungsjahren der Republik Peru. Er besitzt eine Fläche von 134 km². Beim Zensus 2017 wurden 5403 Einwohner gezählt. Im Jahr 1993 lag die Einwohnerzahl bei 6383, im Jahr 2007 bei 5960. Sitz der Distrikt- und Provinzverwaltung ist die 3262 m hoch gelegene Kleinstadt Churcampa mit 3410 Einwohnern. Churcampa befindet sich 64 km östlich der Regionshauptstadt Huancavelica.

## Geographische Lage
Der Distrikt Churcampaa liegt im zentralen Südosten der Provinz Churcampa am Westrand der peruanischen Zentralkordillere. Der Río Mantaro fließt entlang der östlichen Distriktgrenze nach Norden.
Der Distrikt Churcampa grenzt im Südosten an den Distrikt La Merced, im Süden an den Distrikt San Miguel de Mayocc, im Westen an den Distrikt Locroja, im Nordwesten an die Distrikte El Carmen und Paucarbamba, im Norden an den Distrikt San Pedro de Coris sowie im Osten an den Distrikt Santillana (Provinz Huanta).

## Ortschaften
Neben dem Hauptort gibt es folgende größere Ortschaften im Distrikt:
- Patacancha
- Santa Rosa de Paccay